# Решение (Доктор Кто)
«Реше́ние» (англ. Resolution) — специальный новогодний эпизод британского телесериала «Доктор Кто», премьера которого состоялась 1 января 2019 года на канале BBC One. Сценарий серии написал ведущий сценарист телесериала Крис Чибнелл, режиссёром выступил Уэйн Ип. Эпизод стал вторым специальным новогодним эпизодом сериала спустя 9 лет после выхода эпизода «Конец времени». Эпизод также был примечателен появлением далеков, старых врагов Доктора.
В главных ролях снимались Джоди Уиттакер (Тринадцатый Доктор), Брэдли Уолш (Грэм О’Брайен), Тосин Коул (Райан Синклер) и Мандип Гилл (Ясмин Хан).

## Сюжет
В IX веке три противоборствующие фракции едва сумели победить, казалось бы, непобедимого врага и разрубили его тело на три части, спрятав их в самых отдалённых уголках Земли… В Шеффилде в день Нового года 2019 двое археологов, Лин и Митч, неожиданно для себя обнаруживают один фрагмент тела неведомого существа. Найденный фрагмент неожиданно призывает к себе два других, спрятанных в Сибири, и собирается в целое в том же Шеффилде, благодаря чему оживает.
Наблюдая за новогодними фейерверками в космосе, Тринадцатый Доктор и её спутники получают в ТАРДИС сигнал об этом инопланетном присутствии на Земле, из-за которого они прерывают празднование и возвращаются на планету, встречая двух археологов. Лин рассказывает, что видела на стене большое существо, похожее на кальмара; Доктор желает лично видеть найденный объект, но, придя на место, находит только каплю слизи. Без ведома остальных существо прикрепилось к спине Лин и завладело её разумом и телом.
Вернувшись в дом Грэма и Райана, «команда ТАРДИС» обнаруживает, что до сих пор отсутствовавший отец Райана, Аарон, вернулся и хочет загладить вину перед сыном за своё долгое отсутствие, особенно за отсутствие после смерти Грейс, бабушки Райана. Грэм настроен скептически, но поддерживает Райана, когда тот решает пойти с Аароном в местное кафе, чтобы они могли поговорить. Тем временем Доктор и Ясмин пытаются проследить за существом, которое заставило Лин украсть полицейскую машину и униформу. Осмотрев слизь, Тринадцатый Доктор обнаруживает, что она следует за разведчиком-далеком…
В конце концов Доктор и компания находят Лин освобождённой от влияния далека, который сумел соорудить себе из металлолома новый корпус. Убив военный патруль, далек летит в штаб правительственной связи, убивает персонал и пытается вызвать флот далеков, чтобы завоевать Землю.
Доктор вместе со спутниками, а также Аароном и двумя археологами, быстро блокирует сигнал вызова флота и разрушают оболочку далека. Но мутант выживает и овладевает Аароном, угрожая убить его, если Доктор не доставит его на родную планету далеков, Скаро, чтобы собрать флот. Доктор соглашается, но обманывает далека, привозя его к сверхновой вместо Скаро. Далека удаётся выбросить из ТАРДИС, а Райан спасает Аарона в последний момент, когда далек падает в сверхновую.
Вернувшись в Шеффилд, Райан предлагает Аарону возможность путешествовать в ТАРДИС, но Аарон отказывается. После прощания с Аароном и археологами «команда ТАРДИС» отправляется путешествовать дальше в пространстве и времени…

## Производство
Название эпизода было объявлено 8 декабря 2018 года.
Интересен тот факт, что шоураннер сериала, Крис Чибнелл, при создании одиннадцатого сезона заявил, что старые враги Доктора, такие как далеки, показаны в сезоне не будут. Однако впервые в эпоху Тринадцатого Доктора это произошло именно в данном эпизоде, производство которого относится к производству одиннадцатого сезона.
Как и в случае с эпизодом «Женщина, которая упала на Землю», эта серия была лишена вступительных титров.

## Показ

### Выпуск
«Решение» является единственным эпизодом сериала, вышедшим в 2019 году.

### Рейтинги
В вечер премьеры серию «Решение» просмотрели 5,15 миллионов зрителей, что составило приблизительно 22,4 % всех зрителей Соединённого Королевства того вечера и что ставит эпизод на четвёртое место среди всех показов того же вечера. В общей сложности, эпизод получил 7,13 миллионов зрителей по всем каналам Великобритании.
В Австралии эпизод получил 424 000 зрителей, включая просмотры с изменением времени.

### Критика
Специальный выпуск имеет рейтинг одобрения 95 % на Rotten Tomatoes и в среднем балл 8,03 из 10 на основе 20 отзывов. Заключение веб-сайта гласит: «С новым взглядом на знакомых злодеев, „Решение“ — это сильная серия, в которой удивляют как сюжет, так и зрелище».